# 7e British Academy Film Awards
De 7e British Academy Film Awards of BAFTA Awards werden uitgereikt in 1954 voor de films uit 1953.

## Winnaars en genomineerden

### Beste Film
Jeux Interdits 
- The Bad and the Beautiful
- Come Back, Little Sheba
- The Cruel Sea
- Due soldi di speranza
- From Here to Eternity
- Genevieve
- The Heart of the Matter
- Julius Caesar
- The Kidnappers
- Lili
- The Medium
- Mogambo
- Moulin Rouge
- Nous sommes tous des assassins
- Le Petit monde de Don Camillo
- Roman Holiday
- Shane
- The Sun Shines Bright

### Beste Buitenlandse Acteur
Marlon Brando in Julius Caesar 
- Spencer Tracy in The Actress
- Van Heflin in Shane
- Eddie Albert in Roman Holiday
- Gregory Peck in Roman Holiday
- Claude Laydu in Journal d'un cure de campagne
- Marcel Mouloudji in Nous sommes tous des assassins

### Beste Britse Acteur
John Gielgud in Julius Caesar 
- Jack Hawkins in The Cruel Sea
- Kenneth More in Genevieve
- Trevor Howard in The Heart of the Matter
- Duncan Macrae in The Kidnappers

### Beste Britse Actrice
Audrey Hepburn in Roman Holiday 
- Celia Johnson in The Captain's Paradise

### Beste Buitenlandse Actrice
Leslie Caron in Lili 
- Shirley Booth in Come Back, Little Sheba
- Maria Schell in The Heart of the Matter
- Marie Powers in The Medium

### Beste Documentaire
The Conquest of Everest 
- Afbeeldingen van de Middeleeuwen (Images Medievales)
- Water Birds
- Kumak, the Sleepy Hunter
- Mille Miglia
- World Without End
- Operation Hurricane
- Teeth of the Wind
- Witte Maan (Crin Blanc)
- Leven op de Noordpool (Vo l'dakh okeana)

### Beste Britse Film
Genevieve 
- The Cruel Sea
- The Heart of the Matter
- The Kidnappers
- Moulin Rouge

### Meestbelovende Nieuwkomer In Een Film
Norman Wisdom in Trouble in Store
- Colette Marchand in Moulin Rouge

### VN Award
World Without End
- Teeth of the Wind
- Johnny on the Run

### Special Award
The Romance of Transportation in Canada 
- Little Boy Blew
- Pleasure Garden
- Johnny on the Run
- Moving Spirit
- Full Circle
- The Dog and the Diamonds
- The Figurehead